# Сосногорське міське поселення
Сосного́рське міське поселення (рос. Сосногорское городское поселение) — муніципальне утворення у складі Сосногорського району Республіки Комі, Росія. Адміністративний центр — місто Сосногорськ.
2008 року було ліквідовано присілок Крута. 11 травня 2012 року до складу міського поселення були приєднані сільські поселення: Верхньоіжемське, Віське, Ірайольське, Керкинське, Малоперське, Полянське та Усть-Ухтинське.

## Населення
Населення — 31880 осіб (2017, 33598 у 2010, 36332 у 2002, 40112 у 1989).

## Склад
До складу поселення входять такі населені пункти:
| Населений пункт          | Населення, осіб (1989) | Населення, осіб (2002) | Населення, осіб (2010) |
| ------------------------ | ---------------------- | ---------------------- | ---------------------- |
| Аким, присілок           | 41                     | 25                     | 21                     |
| Верхньоіжемський, селище | 1854                   | 1012                   | 852                    |
| Вінла, присілок          | 104                    | 98                     | 77                     |
| Віс, селище              | 1685                   | 582                    | 370                    |
| Іван-Йоль, селище        | 387                    | 203                    | -                      |
| Ірайоль, селище          | -                      | 1093                   | 750                    |
| Керки, селище            | 1098                   | 693                    | 689                    |
| Крута, присілок          | 2                      | -                      | -                      |
| Лиайоль, селище          | 122                    | 176                    | 382                    |
| Мала Пера, селище        | 1286                   | 769                    | 469                    |
| Пожня, присілок          | 388                    | 302                    | 352                    |
| Поляна, селище           | 1121                   | 476                    | 726                    |
| Порожськ, присілок       | 132                    | 143                    | 101                    |
| Сосногорськ, місто       | 30330                  | 29587                  | 27757                  |
| Усть-Ухта, село          | 1562                   | 1173                   | 1052                   |